# Marloes van der Wel
Marloes Dorothee van der Wel (Hilversum, 26 juni 1992) is een Nederlands actrice. Ze debuteerde in 2008 met een hoofdrol in de Nederlandse jeugdfilm Radeloos, een verfilming van het gelijknamige boek van Carry Slee.
In 2009 was ze te zien in de televisieserie Party Bizznizz op Nickelodeon. In deze zesdelige serie krijgen zes jongeren de kans hun eigen schoolfeest te organiseren. Marloes vertolkt de rol van Inge. Verder spelen onder anderen Robert Ruigrok van der Werve (Kapitein Rob en het Geheim van Professor Lupardi), Jade Olieberg (Hoe Overleef Ik... Mezelf?) en Jesse Rinsma (Knetter) mee. De eerste aflevering was op woensdagavond 13 mei 2009.
In 2009 was Van der Wel te zien in een videoclip van Centrum Eetstoornissen Ursula, dat hulp biedt aan patiënten die lijden aan anorexia. Marloes werd gevraagd mee te werken aan dit project vanwege haar rol in de speelfilm Radeloos, waarin zij een meisje speelt dat aan deze ziekte lijdt.
In augustus 2009 werd Van der Wel toegelaten tot de Landelijke Oriëntatiecursus Theaterscholen (LOT) in Utrecht.
Marloes is toegelaten tot Star Tek in Londen, waar ze van september 2010 tot en met juni 2011 met succes de Advanced Drama Course volgde.
In 2012 was Van der Wel acht afleveringen te zien als Ivana, een gastrol in het vijfde seizoen van de succesvolle jeugdserie SpangaS.

## Filmografie
Film
- Lotus (2011) - Lisa
- Radeloos (2008) - Yara Scholte
- Knetter (2005) - figurant

Televisie
- De blauwe bank (2013) - Floriene Roekamp
- SpangaS (2012) - Ivana
- Party Bizznizz (2009) - Inge